# Papistylus intropubens
Papistylus intropubens är en brakvedsväxtart som beskrevs av Barbara Lynette Rye. Papistylus intropubens ingår i släktet Papistylus och familjen brakvedsväxter. Inga underarter finns listade i Catalogue of Life.